# Antônio Francisco de Paula de Holanda Cavalcanti de Albuquerque
Antônio Francisco de Paula de Holanda Cavalcanti de Albuquerque, Vizconde de Albuquerque (Cabo, 21 de agosto de 1797 - Río de Janeiro, 14 de abril de 1863) fue un militar, terrateniente y político brasileño.
Dado el prestigio de su familia -cuyos miembros y aliados formaban una bancada de 15 senadores a mediados del siglo XIX-, se decía que si Pedro II decidiera formar una dinastía brasileña, ningún otro clan tendría tanto pedigrí para presentar esposa como los Cavalcanti de Albuquerque de Pernambuco.
Se presentó a las primeras elecciones para la Regencia con el padre Diogo Antônio Feijó que resultó vencedor. Cuando Feijó renunció a la regencia lo sucedió Araújo Lima, pernambucano como Holanda Cavalcanti.
Formó parte del llamado «Ministerio de los Hermanos», integrado por los hermanos Cavalcanti (Antônio Francisco de Paula y Francisco de Paula) y los hermanos Andrada (Antônio Carlos y Martim Francisco), entre otros, que ayudaron al emperador Pedro II poco después de su declaración de mayoría de edad.

## Biografía

### Familia y juventud
Hijo del capitán mayor Francisco de Paula Cavalcanti de Albuquerque y de Maria Rita de Albuquerque Melo. Se casó el 20 de octubre de 1829 en Río de Janeiro con Emília Amália de Almeida e Albuquerque, hija del consejero y senador Manuel Caetano de Almeida e Albuquerque con quien tuvo seis hijos. 
Fue cadete a la edad de 10 años llegando a ser oficial del ejército al ser promovido a teniente coronel, grado con el que se retiró el 9 de noviembre de 1832. Como militar, en 1816 fue enviado a Mozambique como ayudante del gobernador y capitán general, José Francisco de Paula Cavalcanti de Albuquerque, su tío. De regreso a Río de Janeiro, viajó a Macao donde fue nombrado sargento mayor del batallón del Príncipe Regente. Regresó definitivamente a Brasil en 1824.
Luego de la declaración de la independencia, se dedicó a la política. Fue electo diputado por su provincia en las tres primeras legislaturas (1826 a 1829 y 1830 a 1837). Luego fue senador del Imperio desde 1838 hasta su muerte en 1863.
El 3 de noviembre de 1830 fue nombrado por primera vez como ministro de hacienda y el 1 de agosto de 1832 ministro de los Negocios del Imperio y de Hacienda. En 1840 fue ministro de Marina, cargo que ocupó nuevamente entre 1844 y 1847 así como las carteras de Hacienda, Marina y Guerra. A su fallecimiento había vuelto a ocupar el cargo de ministro de Hacienda.
Sirvió en el Consejo de Estado en 1850 y en 1859. En 1840 fue nombrado Gentilhombre de la Imperial Cámara. Recibió el título de vizconde con grandeza de Albuquerque el 2 de diciembre de 1854.

### Actividades masónicas
El 3 de diciembre de 1837, en sustitución de José Bonifácio de Andrada e Silva, fue elegido gran maestro del Gran Oriente de Brasil, cargo que ocupó hasta 1850 cuando lo sucedió Miguel Calmon du Pin e Almeida. Desempeñó cargos importantes en el Gran Oriente de Portugal.

### Muerte
El Vizconde de Albuquerque falleció de hepatitis a los 65 años de edad, ya viudo. Fue enterrado en el Cementerio de São João Batista en Río de Janeiro.